# Aline de Lima
Aline de Lima (Caxias, 23 de outubro de 1978) é uma cantora brasileira.
Seu trabalho ganhou notoriedade em 2011 quando o jornal francê Le Monde publicou uma matéria, destacando a qualidade de sua obra autoproduzida.

## Biografia e carreira
Filha de um bancário e uma professora, aprendeu poesia com uma tia. Aos dezenove anos mudou-se para a Suécia, língua na qual compôs algumas de suas canções e, alguns anos depois, a Paris, quando finalmente foi convencida a gravar pela primeira vez seu trabalho voltado ao público europeu, alcançando sucesso também na Alemanha.
Seu primeiro CD, Arrebol, foi feito em Nova York pela produtora Naïve, de Vinícius Cantuária, e com a propaganda realizada vendeu a tiragem de dezesseis mil exemplares.
Ela cantou como convidada um dueto com o cantor sueco Johan Christher Schütz, em seu CD Blissa Nova, lançado em 2007, pela gravadora sueca Terrinha.
Seu segundo CD, Açaí, de 2008, foi produzido pelo japonês Jun Miyake e vendeu dez mil cópias.
Em 2011, rompeu com a Naïve, pois diante da crise do mercado fonográfico, as pequenas gravadoras não permitiam, segundo declarou à época, "desenvolver o potencial" do artista. Após doze anos morando em Paris, lançou naquele ano seu terceiro álbum Maritima com a ajuda de um fã que ficara entusiasmado com sua versão para a canção Setembre, da artista francesa Barbara. O custo da gravação na época foi de oito mil Euros, e a versão digital da obra custava oito Euros.
Em 2012 excursionou pelo Brasil com o show Maritima, tendo se apresentado em Teresina em 31 de outubro daquele ano, com apresentação de abertura pelo artista local Hernane Felipe.
Seu último trabalho inclui "Um Mar de Mar", cover do artista cabo-verdiano Mário Lúcio, com quem Lima também co-escreveu a música "Lua de Janeiro". Ela compôs a música "Madrugada" com o cantor e violonista brasileiro Marcio Faraco, que também mora em Paris, e há um dueto em "Flor de Brasília" com a cantora maranhense Flavia Bittencourt.

## Discografia
- Arrebol (2006)
- Açaí (2008)
- Maritima (2011)